# Командели
Командели (груз. კომანდელი) — село в Грузии, на территории Онского муниципалитета края (мхаре) Рача-Лечхуми и Нижняя Сванетия.

## География
Село находится в северной части Грузии, на левом берегу Риони, вблизи места впадения в неё реки Джоджоры, на расстоянии приблизительно 0,5 километра (по прямой) к юго-западу от города Они, административного центра муниципалитета. Абсолютная высота — 867 метров над уровнем моря.

## Население
По результатам официальной переписи населения 2014 года, в Командели проживало 55 человек (24 мужчины и 31 женщина). В национальной структуре населения грузины составляли 90,9 %, осетины — 9,1 %.
| Год  | Население, человек |
| ---- | ------------------ |
| 2002 | 74                 |
| 2014 | ↘ 55               |